# Подгородное (Донецкая область)
Подгоро́дное (укр. Підгородне) — посёлок Соледарской городской общине Бахмутского района Донецкой области Украины.
Население по переписи 2001 года составляло 163 человека. Почтовый индекс — 84546. Телефонный код — 6274. Код КОАТУУ — 1420980304.